# Turridrupa pertinax
Turridrupa pertinax é uma espécie de gastrópode do gênero Turridrupa, pertencente a família Turridae.